# پلنتینس
پلنتینس (به اسپانیایی: Polentinos) یک شهرستان در اسپانیا است که در استان پالنسیا واقع شده‌است.

## خصوصیات
پلنتینس ۱۴ کیلومترمربع مساحت و ۷۸ نفر جمعیت دارد.